# لوید سی.۲
لوید سی. ۲ (به انگلیسی: Lloyd_C.II) یک هواگرد ملخ‌پیشین تک‌موتوره از نوع هواگرد شناسایی ساخت شرکت Ungarische Lloyd Flugzeug und Motorenfabrik AG / Magyar Lloyd Repülőgép és motorgyár Részvény-Társaság است. هواگرد لوید سی. ۲ نخستین پروازش را در ۱۹۱۵ میلادی انجام داد. در مجموع، تعداد ۱۰۰ فروند از این هواگرد ساخته شده‌است.